# Mustads margarinfabrik

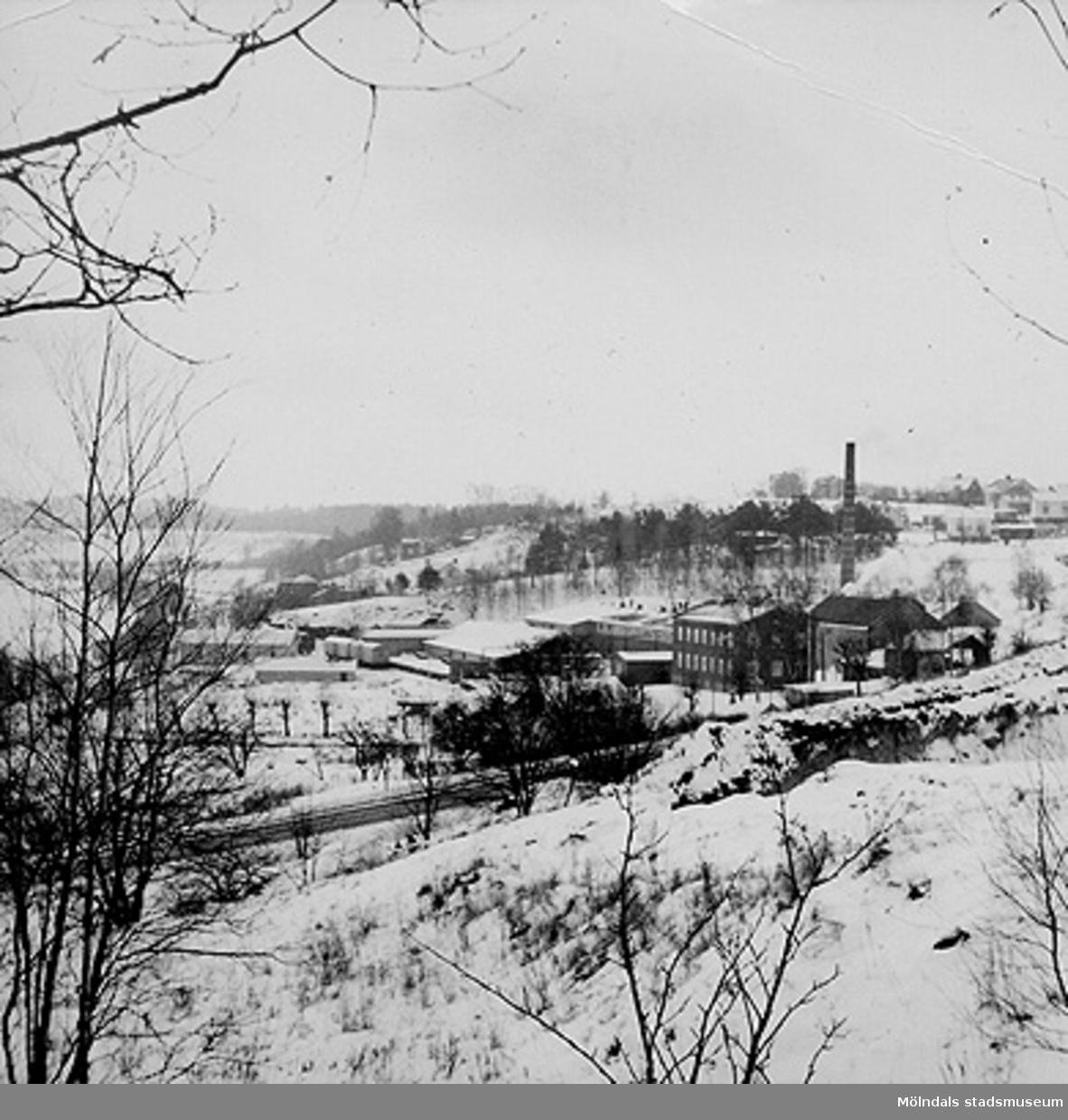
Vy över Mustads margarinfabrik vid Stensjön 1961. I bakgrunden syns Stensjöbacke.

Mustads margarinfabrik var en margarinfabrik i Mölndal under åren 1897–1960. Fabriken var belägen intill Stensjön.

## Historik
I slutet av 1800-talet drev den norske industrimannen Hans Mustad företaget O. Mustad & Søn med mekaniska verkstäder, gjuterier, spiksmedjor och hästskosömsfabriker, men även margarinfabriker, i Norge. År 1897 etablerade Mustad sig i Steneby i Dalsland, där Mustadfors bruk startades 1898, till följd av ökade tullkostnader. Mustad planerade även att anlägga en svensk margarinfabrik vid Stensjön i Mölndal.
Förutsättningar för etablerandet av en margarinfabrik var tillgång till rent källvatten, isblock för avkylning, lämpliga byggnader, kommunikationer för transport av den färdiga varan, samt en bra ledning och arbetsstyrka. Dessa förutsättningar fanns vid Stensjön, varför Mustad år 1897 inköpte ett område där, vilket tillhörde gården Stensjövik.
Vid grusåsen intill fanns flera kallkällor, som gav rent vatten. Is togs vintertid ur Stensjön och uppförandet av byggnader påbörjades direkt efter köpet 1897 och fabriken var i gång vid sekelskiftet. Kommunikationerna var inledningsvis dåliga, då vägen ner till Mölndal var brant och dåligt underhållen. Den 11 oktober 1916 beviljade Mölndals municipalsamhällesnämnd en ansökan från Mustads om att anlägga en spårförbindelse från fabriken till Mölndals Övre station och Boråsbanan. Arbetet med att anlägga en banvall längs Stensjön inleddes samma höst och efter vinteruppehåll stod den färdig sommaren 1917. Spåret var normalspårigt för att kunna ansluta till Boråsbanan. Inledningsvis drogs vagnarna av hästar, men snart införskaffades ett lok, en lokomotor av typ Z 49.
Chef för fabriken var Casper Winsnes, född 1873 i Lilleström i Norge, och anställd hos Mustad & Søn i Oslo. Winsnes bodde inledningsvis i huset Blåsut vid västra Stensjöbacke, men i slutet av år 1909 kunde Winsnes och hans familj flytta in i Sjöhyddan längs Stensjöstranden. Casper Winsnes gick i pension 1948 och dog i mars 1950.
Antalet anställda var ett fyrtiotal i produktionen och ett tiotal tjänstemän. Tillfälligt anställda anlitades för isupptagning. I mars 1960 informerades de anställda om att fabriken skulle läggas ner, vilket skedde den 1 oktober samma år.

### Kemtvätt och experimentverkstad
På 1950-talet inrättades en kemtvätt, Stensjötvätt, i en del av en byggnad och verksamheten pågick in på 1970-talet. År 1965 köptes fastigheten av AB Volvo, som hade en experimentverkstad där.

## Området idag
Järnvägsspåret bröts upp i april 1977 och fabriksanläggningen revs i mars 1978. Kvar finns banvallen, den tegelröda kontorsbyggnaden och en 50 meter lång stödmur mot Stensjöbackeåsen. Winsnes bostad Sjöhyddan revs hösten 2013. Stensjöviks mangårdsbyggnad, med adress Rådavägen 4, revs på 1970-talet.
På området uppfördes 1981 flerbostadshus med totalt 60 bostäder med adress Tallkottegatan.